# Miguel Carlos José de Noronha e Abranches
Miguel Carlos José de Noronha e Abranches (ur. 6 albo 15 listopada 1744 w Lizbonie, zm. 6 września 1803 tamże) – portugalski kardynał.

## Życiorys
Urodził się 6 albo 15 listopada 1744 roku w Lizbonie, jako syn Alvara de Noronhi Castelo Branco i Teresy Josefy de Noronhi. Po przyjęciu święceń został archidiakonem w katedrze lizbońskiej. 16 maja 1803 roku został kreowany kardynałem diakonem, lecz nie otrzymał diakonii. Zmarł 6 września tego samego roku w Lizbonie.